# 国鉄3360形蒸気機関車

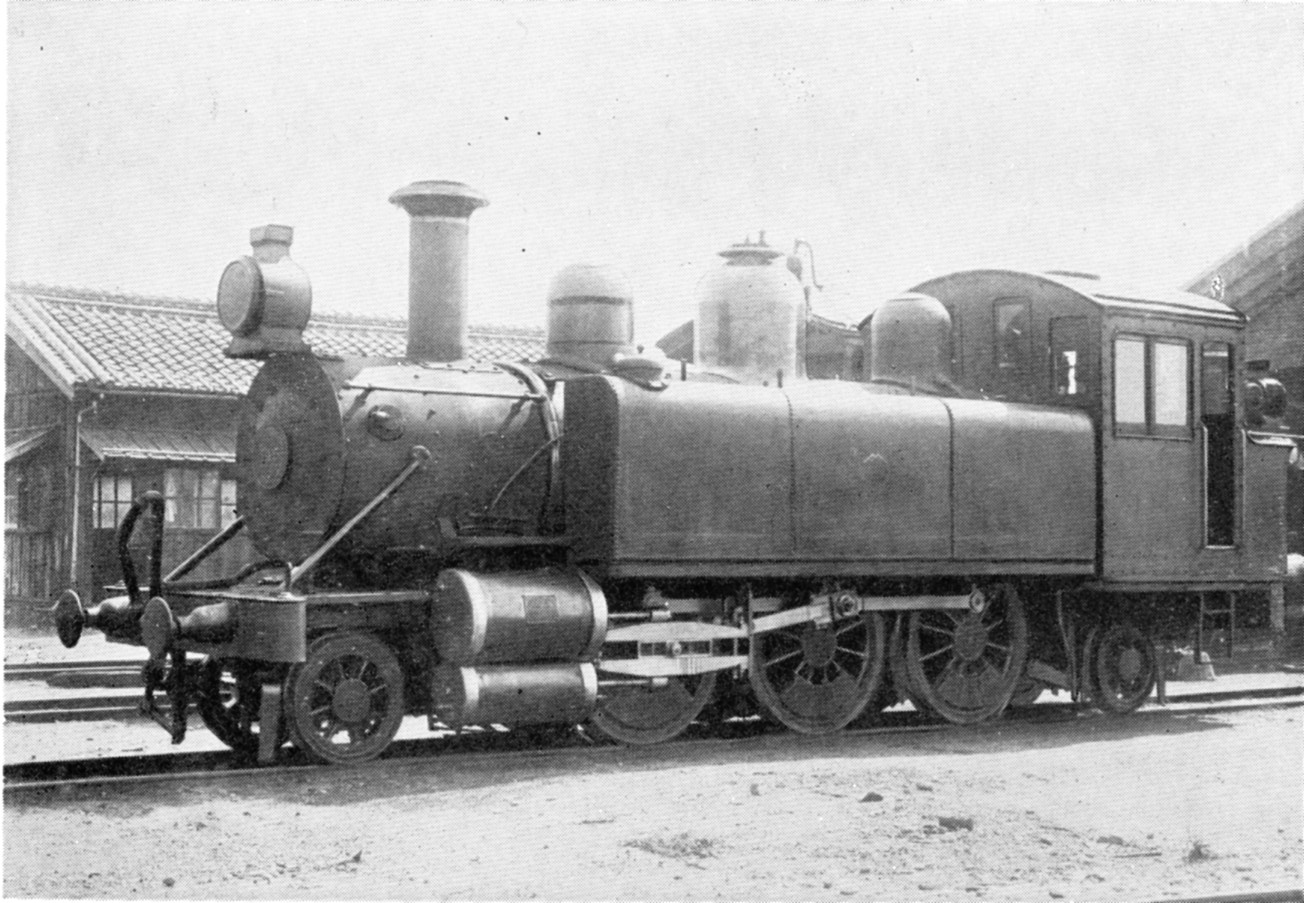
山陽鉄道 145（後の鉄道院3363）

3360形は、かつて日本国有鉄道の前身たる鉄道院・鉄道省に在籍したタンク式蒸気機関車である。

## 概要
元は、1905年（明治38年）から1906年（明治39年）にかけて、山陽鉄道がアメリカ合衆国のボールドウィン・ロコモティブ・ワークスで11両を製造した、車軸配置2-6-2(1C1)のヴォークレイン4気筒複式の飽和式タンク機関車である。ボールドウィンにおける種別呼称は、10-16/30-1/4D。形態としては、後の鉄道院3300形を基本に、ヴォークレイン複式にしたのが、本形式であるといえる。シリンダ周り形状と、側水槽がやや大型化されたのを除き、区別がつけ難い。
製造は、1905年5月に3両（製造番号25692, 25702, 25718）、同年6月に2両（製造番号25912, 25913）、1906年8月に6両（製造番号28765，28799 - 28803）で、山陽鉄道では32形（142 - 152）と称し、1907年（明治40年）の山陽鉄道国有化を受けて1909年（明治42年）に制定された鉄道院の車両称号規程では、3360形（3360 - 3370）と改称された。
国有化後は姫路周辺で使用されたが、後に福知山や池田に移って福知山線で貨物列車や混合列車の牽引用となり、1925年（大正14年）5月に全車が廃車され、後に解体された。複式ゆえの扱いづらさが敬遠されたようである。

## 主要諸元
- 全長 : 10,021mm
- 全高 : 3,645mm
- 全幅 : 2,616mm
- 軌間 : 1,067mm
- 車軸配置 : 2-6-2(1C1)
- 動輪直径 : 1,270mm
- 弁装置 : スチーブンソン式アメリカ型
- シリンダー（直径×行程） : 279mm×559mm・457mm×559mm
- ボイラー圧力 : 13.4kg/cm2（ただし、3365 - 3369は12.7kg/cm2）
- 火格子面積 : 1.64m2
- 全伝熱面積 : 82.4m2
  - 煙管蒸発伝熱面積 : 73.9m2
  - 火室蒸発伝熱面積 : 8.5m2
- ボイラー水容量 : 2.8m3
- 小煙管（直径×長サ×数） : 45mm×2,845mm×186本
- 機関車運転整備重量 : 48.82t
- 機関車空車重量 : 38.56t
- 機関車動輪上重量（運転整備時） : 36.20t
- 機関車動輪軸重（第3動輪上） : 12.15t
- 水タンク容量 : 5.0m3
- 燃料積載量 : 1.38t
- 機関車性能
  - シリンダ引張力 : 7,800kg（単式時）、5,690kg（複式時）
- ブレーキ装置 : 手ブレーキ、蒸気ブレーキ